# .kz
.kz је највиши Интернет домен државних кодова (ccTLD) за Казахстан.